# Brigitte Aulenbacher
Brigitte Aulenbacher ist diplomierte und promovierte Soziologin und seit Oktober 2024 Professorin im Ruhestand.

## Werdegang
Sie studierte an der Universität des Saarlandes, Saarbrücken, und der Universität Bielefeld (1979–1984), wo sie 1990 promovierte. Sie habilitierte sich an der Leibniz Universität Hannover (2004) für das Fach Soziologie. Als wissenschaftliche Mitarbeiterin, Assistentin, Gast- oder Vertretungsprofessorin lehrte und forschte sie außerdem an der Goethe-Universität Frankfurt a.M., der Ruhr-Universität Bochum, der TU Dortmund, der Georg-August-Universität Göttingen. Forschungsaufenthalte führten sie nach New York und New Jersey/USA. Von 2008 bis 2024 hatte sie die Professur für Soziologie mit dem Schwerpunkt Soziologische Theorie und Sozialanalyse (unter besonderer Berücksichtigung der Gender-Dimension) an der Johannes Kepler Universität in Linz/Österreich inne und leitete die Abteilung für Gesellschaftstheorie und Sozialanalysen.

## Arbeitsgebiete
Brigitte Aulenbachers Arbeitsgebiete sind: Gesellschaftstheorie und Kapitalismusanalyse, Arbeits- und Industriesoziologie, Sociology of Care/Soziologie des Sorgens, Sozialstaatsforschung, Geschlechter- und Intersektionalitätsforschung, Öffentliche Soziologie. Theoretisch verbindet sie Denktraditionen kritischer Theorie, gegenwartsbezogene Gesellschafts- und Kapitalismusanalysen, institutionalistische und arbeitssoziologische Ansätze und feministische und intersektionelle Perspektiven miteinander. Empirische Forschungsprojekte befassten sich mit der Arbeitsgestaltung in der Bekleidungsindustrie, der Entwicklung von Arbeit und Wissen angesichts der Vermarktlichung der Universitäten, der Live-in-Arbeit und -Betreuung im internationalen Vergleich, der Digitalisierung der Altenbetreuung und -pflege, Tendenzen der Vermarktlichung und Vergemeinschaftung von Sorgearbeit. Derzeit forscht und publiziert sie in herrschaftskritischer Perspektive zur gesellschaftlichen Organisation des Sorgens in Verbindung mit der Transformation des Gegenwartskapitalismus.
Sie ist Mitbegründerin der International Karl Polanyi Society, erhielt für diesbezügliche Arbeiten den Kurt Rothschild-Preis für Wissenschaftspublizistik, wirkt als öffentliche Soziologin in vielen gesellschaftlichen Kontexten und gibt unter anderem die Buchreihe „Arbeitsgesellschaft im Wandel“ mit heraus. Sie hat zahlreiche Bücher, Zeitschriftenausgaben, Aufsätze publiziert.

## Schriften (Auswahl)
- Sorge: Arbeit, Verhältnisse, Regime – Care: Work, Relations, Regimes, Soziale Welt, Sonderband 20 (hrsg. mit Birgit Riegraf und Hildegard Theobald), Nomos: Baden-Baden 2014, ISBN 978-3-8487-1514-5.
- Für sich und andere sorgen. Krise und Zukunft von Care in der modernen Gesellschaft. Reihe Arbeitsgesellschaft im Wandel. Beltz Juventa: Weinheim und Basel 2014 (hrsg. mit Maria Dammayr), ISBN 978-3-7799-3042-6.
- Feministische Kapitalismuskritik. Einstiege in bedeutende Forschungsfelder (mit Birgit Riegraf und Susanne Völker). Westfälisches Dampfboot, Münster 2015, 2. Aufl. 2018, ISBN 978-3-89691-679-2.
- Brigitte Aulenbacher et al. (Hg.): Leistung und Gerechtigkeit. Das umstrittene Versprechen des Kapitalismus, Beltz Juventa, Weinheim 2017, ISBN 978-3-7799-3051-8.
- Brigitte Aulenbacher et al. (Hg.): Öffentliche Soziologie, Wissenschaft im Dialog mit der Gesellschaft, Campus, Frankfurt/M., New York 2017,  ISBN 978-3-593-50635-7
- Global Sociology of Care and Care Work, Current Sociology Monograph, Vol. 66, No. 4, Monograph 2  (hrsg. mit Helma Lutz und Birgit Riegraf), Sage, Los Angeles et al., 2018
- Care and Care Work – A Question of Economy, Justice and Democracy, Special Issue, Equality, Diversity and Inclusion, Vol. 37, No. 4 (hrsg. mit Birgit Riegraf), Emerald Publishing, United Kingdom, 2018
- Karl Polanyi, “The Great Transformation” and Contemporary Capitalism, Österreichische Zeitschrift für Soziologie, Vol. 44, No. 2 (hrsg. mit Richard Bärnthaler und Andreas Novy), Springer VS, Wiesbaden, 2019
- mit Roland Atzmüller et al. (Hg.): Capitalism in Transformation. Movements and Countermovements in the 21st Century, Edward Elgar, Cheltenham 2019, ISBN 978-1-78897-423-3.
- Markus Marterbauer, Andreas Novy, Kari Polanyi Levitt, Armin Thurnher (Eds.): Karl Polanyi, Life and Works of an Epochal Thinker, Falter: Wien 2020.
- mit Frank Deppe, Klaus Dörre, Christoph Ehlscheid, Klaus Pickshaus (Hg.): Mosaiklinke Zukunftspfade. Gewerkschaft, Politik, Wissenschaft, Westfälisches Dampfboot, Münster 2021, ISBN 978-3-89691-064-6.